# Perstorp (comuna)
Perstorp (em sueco: Perstorps kommun) é uma comuna da Suécia localizada no condado de Escânia. Sua capital é a cidade de Perstorp. Tem 159 quilômetros quadrados e pelo censo de 2018, havia 7 479 habitantes.